# 井上英煕
井上 英煕（いのうえ ひでひろ、1899年5月15日 - 1979年6月3日）は、日本の実業家。経済同友会代表幹事、日本セメント会長。

## 来歴・人物
香川県出身。1920年第六高等学校二部甲類卒業。1923年東京帝国大学機械学科卒業。同年浅野セメント入社。1949年日本セメントの社長に就任。1966年から会長、相談役を歴任した。セメントの第一人者として知られ、『セメント』などの専門書を著したほか、セメント協会でも要職を歴任した。一方で財界活動でも活躍。1958年、中山素平（日本興業銀行頭取）と組んで経済同友会代表幹事を務めた。同年に同友会は「経営者啓発についての所見」を発表した。1959年には岩佐凱實とコンビを組んで再び経済同友会代表幹事に就任。この年に同友会が行った「新しい経済秩序への見解」の発表を主導した。この年限りで勇退。（1960年は岩佐と木川田一隆が担当）。
1979年に死去。

## 栄典
- 1969年（昭和44年）11月3日 -  勲二等瑞宝章[4]

## 主な著書
- 『セメント』ダイヤモンド社〈ダイヤモンド産業全書；9〉、1949年。
- 「セメント協会歴代会長・座談会／当協会20年の歩みを顧みて」『セメント・コンクリート』3月号（253）、セメント協会、1968年3月、3-10頁。